# Michele Leoni
Michele Leoni (Borgo San Donnino, 5 marzo 1776 – 27 agosto 1858) è stato un letterato italiano, scrittore e traduttore fecondo, soprattutto dall'inglese e dal latino.

## La vita
Nacque a Borgo San Donnino, l'attuale Fidenza, il 5 marzo 1776; si trasferì a Parma per completare gli studi. La capitale del ducato di Parma e Piacenza ebbe una grande influenza sul suo sviluppo umano e culturale, inducendolo allo studio della letteratura antica. Si laureò in filosofia ed ebbe un orientamento conservatore e antifrancese.
Fece parte dei circoli culturali di Milano, dove divenne amico di Ugo Foscolo, in memoria del quale scriverà nel 1829 dei Ragguagli biografici.
Si trasferì poi a Firenze, dove nel 1814 il «Giornale Enciclopedico» pubblicò una sua tragedia, l'Annibale. Frequentò il salotto della contessa D'Albany, cercò di portare alcuni manoscritti di Vittorio Alfieri a Parma per assicurarsi la benevolenza di Maria Luigia e tornare nella sua terra. Iniziò un'attività molto intensa di traduzione e fu il primo traduttore di alcune opere di autori inglesi come William Shakespeare e George Gordon Byron, fornendo un importante contributo al movimento culturale degli "antologisti", sostenendo la necessità di aprire la cultura italiana alle letterature europee. Seguirono quindi le pubblicazioni di saggi critici, prose, poesie, trattati politici e scientifici, talvolta sotto lo pseudonimo di Eleutero Peltipolite.
Nel 1821 partecipò all'esperienza della nascente «Antologia» di Gian Pietro Vieusseux.
Venne poi nominato professore nell'Università di Parma e segretario dell'Accademia di Belle Arti di Parma, raggiungendo la tranquillità di vita e la sicurezza economica e proseguendo un'instancabile produzione letteraria.
Dal 1827 al 1831 pubblicò diversi scritti a Lugano per i tipi di Giuseppe Ruggia, tra cui una celebre traduzione del De rerum natura di Lucrezio (1827; invero pubblicata anonima, ma attribuibile a lui con certezza quasi assoluta) in endecasillabi sciolti, con oltre duemila versi in meno rispetto a quella del Marchetti.
Dedicò tutta la sua lunga vita allo studio e alla diffusione della cultura, spirando a ottantadue anni il 27 agosto 1858.

## Opere
- La guerra. Versi, Milano, Pirotta e Maspero, 1806.
- Campagna di Polonia del 1807. Versi, Milano, L. Mussi, 1807.
- Annibale, tragedia inedita, in: «Giornale Enciclopedico», vol. 7 (1814), pp. 81-143.
- Bonaparte e i Francesi. Pensieri di Eleutero Peltipolite, Firenze, N. Carli, 1814.
- Il duca d'Enghien. Tragedia di Eleutero Peltipolite, Firenze, N. Carli, 1815.
- Elogio del marchese Giuseppe Stiozzi Ridolfi, Firenze, L. Ciardetti, 1817.
- Cenni intorno a Cosimo Primo e Pietro Leopoldo granduchi di Toscana, Parma, G. Paganino, 1821.
- Cenni sul conte Pietro Dal Verme di Piacenza, Torino, Chirio e Mina, 1823.
- Descrizione di due statue di Antonio Canova. Prosa, Torino, Chirio e Mina, 1823.
- I principali monumenti innalzati dal MDCCCXIV a tutto il MDCCCXXIII da sua maestà la principessa imperiale Maria Luigia arciduchessa d'Austria duchessa di Parma, ora pubblicati da P. Toschi, A. Isac e N. Bettoli, e descritti, Parma, co' tipi Bodoniani, 1824.
- Pitture di Antonio Allegri da Correggio illustrate, Torino, Chirio e Mina, 1825.
- Pel giorno natalizio di sua maestà Maria Luigia principessa imperiale d'Austria e duchessa di Parma, Parma, co' tipi Bodoniani, 12 decembre 1825.
- La Plejade parmense, Parma, co' tipi Bodoniani, 1826.
- Prose, Lugano, G. Ruggia, 1829.
- Ragguagli intorno Ugo Foscolo, Lugano, G. Ruggia, 1829 (pubblicati anonimi).
- Oda al danaro, Lugano, G. Ruggia, 1829 (pubblicata anonima).
- Elogio del cavaliere Vincenzo Monti, Firenze, G. Chiari, 1829 (pubblicato anonimo).
- In morte di s.e. il conte Alberto Adamo di Neipperg elogio detto il 26 febbrajo 1829 nella chiesa magistrale della Steccata, Parma, co' tipi Bodoniani, 1829.
- l giardino di Colorno e i boschi ducali descritti, Parma, G. Rossetti, 1846.
- Paolo. Tragedia in cinque atti, Modena, Tip. Camerale, 1847 (estr.).
- Intorno l'ingegno, la dottrina e gli scritti di Pietro Giordani. Discorso, Parma, N. Fortunati, 1848.
- Imelda. Tragedia, Parma, A. Stocchi, 1854.

## Traduzioni
- G. Shakespeare, Giulio Cesare, tragedia tradotta, Milano, G.G. Destefanis, 1811.
- Nuovi canti di Ossian pubblicati in inglese da Giovanni Smith e recati in italiano, Firenze, V. Alauzet, 1813.[4]
- G. Shakespeare, Amleto, tragedia recata in versi italiani, Firenze, V. Alauzet, 1814.
- G. Shakespeare, Otello o Il moro di Venezia, tragedia recata in versi italiani, Firenze, V. Alauzet, 1814.
- G. Shakespeare, Romeo e Giulietta, tragedia recata in versi italiani, Firenze, G. Marenigh, 1814.
- G. Shakespeare, Cimbelino, tragedia recata in versi italiani, Pisa, N. Capurro, 1815.
- G. Shakespeare, Macbetto, tragedia recata in versi italiani, Pisa, N. Capurro, 1815.
- G. Shakespeare, La morte di Giulio Cesare, tragedia recata in versi italiani, Pisa, N. Capurro, 1815.
- G. Shakespeare, Riccardo III, tragedia recata in versi italiani, Firenze, G. Marenigh, 1815.
- G. Shakespeare, La tempesta, dramma recato in versi italiani, Pisa, N. Capurro, 1815.[5]
- F. Schiller, Amore e raggiro, dramma recato in italiano, Firenze, L. Ciardetti, 1817.
- G. Milton, Il Paradiso perduto poema di recato in versi italiani, 3 voll., Pisa, N. Capurro, 1817.
- Scelta di poesie inglesi recate in italiano, Torino, vedova Pomba e figli, 1817.
- T. Otway, Venezia salvata, ossia una congiura scoperta, tragedia recata in versi italiani, Firenze, Stamperia dell'Ancora, 1817.
- O. Goldsmith, Il viaggiatore, o prospetto di società, poema recato in italiano, Firenze, all'insegna dell'Ancora, 1817.
- T. Gray, Elegia scritta in un cimitero campestre, Traduzione dall'inglese, Verona, Mainardi, 1817.
- A. Pope, Epistola di Eloisa ad Abelardo, carme tradotto, Firenze, Magheri, 1818.
- Byron, Lamento del Tasso, recato in italiano, Pisa, N. Capurro, 1818.
- R. Brinsley Sheridan, La scuola della maldicenza, commedia tradotta, Firenze, J. Balatresi, 1818.
- G. Shakespeare, Sogno di una notte di mezza estate, dramma recato in versi italiani, Torino, vedova Pomba e figli, 1818.
- G. Thomson, Le stagioni, recate in italiano, Verona, Società Tipografica, 1818.
- Virgilio, La Georgica, volgarizzata, Firenze, L. Ciardetti, 1819.
- Byron, L' Italia, canto IV del pellegrinaggio di Childe Harold, tradotto, Italia, 1819.
- R. Brinsley Sheridan, I rivali, commedia tradotta, Firenze, all'insegna dell'Ancora, 1819.
- A. Pope, Saggio sull'uomo, epistole tradotte, Parma, co' tipi Bodoniani, 1819.
- G. Shakespeare, Tragedie, tradotte, 14 voll., Verona, Societa Tipografica, 1819-22.
- D. Hume, Istoria d'Inghilterra, recata in italiano, 12 voll., Venezia, G. Picotti, 1819-26.
- A. Pope, Poesie, tradotte, Pisa, N. Capurro, 1820.
- O. Goldsmith, Il villaggio abbandonato, carme recato in italiano, Verona, Società Tipografica Editrice, 1820.
- [J. F. Burghersh], Ragguaglio delle prime campagne del duca di Wellington in Portogallo e in Ispagna scritto da un ufiziale del suo esercito e tradotto dall'inglese, Firenze, Guglielmo Patti, 1820.
- Virgilio, Eneide, volgarizzata, 2 voll., Pisa, S. Nistri, 1821.
- A. de Lamartine, L'uomo, carme a lord Byron recato in italiano, Firenze, fratelli Jacopo e Luigi Ciardetti, 1821.
- Omero, Iliade, volgarizzata, 4 voll., Torino, Chirio e Mina, 1823-24.
- Lucrezio, Della natura delle cose, poema nuovamente volgarizzato, Lugano, Ruggia, 1827 (traduzione pubblicata anonima).
- Henry Hallam, L' Europa nel Medio Evo fatta italiana su l'inglese, 5 voll., Lugano, G. Ruggia, 1829-31.
- Sallustio, Le guerre catilinaria e giugurtina, volgarizzate, Parma, Carmignani, 1831.
- A. Pope, Saggio intorno la critica, poema voltato dall'inglese in italiano, Milano, G. Silvestri, 1835.
- Lucano, La Farsaglia, recata in versi italiani, 2 voll., Pisa, co' caratteri di F. Didot, 1836.
- Giovenale, Satire, volgarizzate, Torino, Fontana, 1839.
- G. Milton, Licida, monodia voltata dall'inglese in italiano, Pisa, fratelli Nistri, 1841.[6]
- Tito Livio, I parlamenti delle «Istorie», volgarizzati, Torino, Fontana, 1843.
- Tacito, Vita di Gneo Giulio Agricola, volgarizzata, Parma, Rossetti, 1845.
- F. Petrarca, Lettere dirette ad uomini illustri del suo tempo, volgarizzate, Guastalla, N. Fortunati, 1846.

## Riconoscimenti e dediche
- A Michele Leoni è intitolata la biblioteca comunale di Fidenza.
- A Parma è dedicata a Michele Leoni una via nella zona Est della città.